# Coming Down Again
«Coming Down Again» —en español: «Rindiéndome otra vez»— es una canción de la banda inglesa de rock The Rolling Stones, incluida en su álbum Goats Head Soup de 1973. Es cantada como dueto entre Keith Richards y Mick Jagger.

## Historia
Acreditada a los compositores de la banda, Jagger y Richards, «Coming Down Again» es en gran parte trabajo de Richards, que llegó a decir al momento del lanzamiento: "«Coming Down Again» es mi canción". Una lenta balada anímicamente similar a otra pista del álbum, «Angie», las letras hablan de la relación de Richards con su novia de aquel entonces Anita Pallenberg, la cual había optado abandonar su relación romántica con su amigo y compañero de banda Brian Jones a favor de estar con Richards.
La canción se abre con el veterano colaborador de los Stones Nicky Hopkins, tocando los teclados junto a una fluida línea de bajo realizada por Mick Taylor. Las guitarras son interpretadas por Richards, que usa el pedal wah-wah durante gran parte de la canción (un efecto usado a menudo en Goats Head Soup), así como un altavoz Leslie. Charlie Watts realiza un "arreglo de batería marca de fábrica start-stop...que por ahora se había convertido en un recurso familiar". Bobby Keys aportó el solo de saxófono cerca del medio de la canción. Se cree que el guitarrista de sesión Miles Miller estableció líneas de guitarra que no llegaron a la versión final de la canción incluida en el álbum. Jagger da soporte a Richards en los coros.
Grabado en los estudios Dynamic Sound de Kingston, Jamaica,  en noviembre y diciembre de 1972, «Coming Down Again»  es considerada como una de las mejores interpretaciones vocales de Richards. A pesar de tener cierta popularidad, Richards nunca ha tocado la canción en vivo durante alguna gira con los Rolling Stones.

## Personal
Acreditados:
- Keith Richards: voz, guitarra eléctrica, coros.
- Mick Jagger: coros.
- Charlie Watts: batería.
- Mick Taylor: bajo.
- Nicky Hopkins: piano.
- Bobby Keys: saxofón.
- Jim Horn: saxofón.
- Pascal: percusión.